# Championnats de France d'escalade 2014
Navigation
Édition précédente Édition suivante
En 2014, le championnat de France d'escalade de bloc se déroule à Nozay les 29 et 30 mars, celui d'escalade de vitesse a lieu à Massy le 10 mai, et le championnat de d'escalade de difficulté se passe à Niort les 17 et 18 mai.
Ces compétitions couronnent, Marine Thévenet et Jérémy Bonder champions de France d'escalade de bloc, Anouck Jaubert et Yoann Le Couster champions de France d'escalade de vitesse, et Hélène Janicot et Romain Desgranges champions de France d'escalade de difficulté.

## Déroulement
Épreuves de bloc
Le Nozay Omni Sports section Escalade, organisateur de la compétition, accueille les concurrents à l’espace Edlinger, salle de la Chesnaie à Nozay, en Loire-Atlantique. Les épreuves de qualification ont lieu le samedi 29 mars, et les demi-finales et finales ont lieu le lendemain, le dimanche 30.
Épreuves de vitesse
La compétition est organisée le samedi 10 mai par la section escalade de l'Entente Sportive de Massy. Les épreuves de qualifications se déroulent en fin d'après-midi et la phase finale a lieu en soirée.
Épreuves de difficulté
La compétition est organisée dans la salle de « L'Acclameur » à Niort. Les épreuves de qualifications ont lieu le samedi 17 mai. Les demi-finales et finales ont lieu le lendemain, le dimanche 18 mai.

## Palmarès
Difficulté
| Catégorie | Or                | Argent          | Bronze           |
| --------- | ----------------- | --------------- | ---------------- |
| Hommes    | Romain Desgranges | Gautier Supper  | Manuel Romain    |
| Femmes    | Hélène Janicot    | Charlotte Durif | Alizée Dufraisse |

Bloc
| Catégorie | Or              | Argent                   | Bronze         |
| --------- | --------------- | ------------------------ | -------------- |
| Hommes    | Jérémy Bonder   | Guillaume Glairon Mondet | Nicolas Januel |
| Femmes    | Marine Thévenet | Fanny Gibert             | Mélanie Sandoz |

Vitesse
| Catégorie | Or               | Argent          | Bronze         |
| --------- | ---------------- | --------------- | -------------- |
| Hommes    | Yoann Le Couster | Bassa Mawem     | Quentin Nambot |
| Femmes    | Anouck Jaubert   | Esther Bruckner | Margot Heitz   |

Combiné
| Catégorie | Or              | Argent           | Bronze |
| --------- | --------------- | ---------------- | ------ |
| Hommes    | Benoit Heintz   | Yoann Le Couster |        |
| Femmes    | Charlotte Durif | Léa Marigo       |        |